# Tar-Palantir
Tar-Palantir, que significa ‘el que ve de lejos’ en quenya, es un personaje ficticio que pertenece al legendarium creado por el escritor británico J. R. R. Tolkien. Es un dúnadan, primogénito de Ar-Gimilzôr e Inzilbêth y hermano de Gimilkhâd. Nació en el año 3035 de la Segunda Edad del Sol con el nombre de Inziladûn, que en adûnaico significa ‘flor del oeste’. 

## Historia
Inziladûn era muy parecido a su madre, que pertenecía a la casa de los Señores de Andúnië y por ello a los Fieles. Al ocupar el trono tras la muerte de su padre en el año 3177 S. E., Inziladûn se convirtió en el vigésimo cuarto Rey de Númenor y tomó el título de Tar-Palantir, que está en la lengua quenya, arrepentido por la forma de gobierno que había seguido Ar-Gimilzôr y los reyes anteriores. 
Así durante el reinado de Tar-Palantir los Fieles de Númenor no fueron perseguidos, se recuperó la costumbre de venerar a Ilúvatar en la montaña Meneltarma y se volvió a cuidar a Nimloth, el Árbol Blanco de Númenor. Sin embargo, Gimilkhâd era como su padre y se enfrentaba abiertamente contra Tar-Palantir, hasta llegar a convertirse en el líder de los llamados Hombres del Rey.
Tar-Palantir se casó con avanzada edad, aunque se desconoce el nombre de su esposa. Tan sólo tuvieron una hija, llamada Míriel. En el año 3255 S. E., Tar-Palantir murió y Ar-Pharazôn, su sobrino, se casó con Míriel en contra de su voluntad y de las leyes de Númenor, que no permitían el matrimonio entre parientes cercanos. Entonces asumió el cetro y la ruina cayó por completo en Númenor, pues aunque el rey era poderoso, movido por Sauron, veneró a Morgoth y se atrevió a intentar conquistar Aman, lo que causaría la Caída de Númenor.
Tar-Palantir fue el que profetizó que cuando Nimloth se marchitara, la línea de los reyes de Númenor moriría con él.